# Markus Berger
Pour les articles homonymes, voir Berger (homonymie).
Markus Berger (* 28 janvier 1938 à Ingelheim am Rhein et mort le 29 octobre 2016 dans la même ville) est un officier et homme politique allemand (CDU).

## Biographie
Berger est un soldat professionnel (pionnier), son dernier grade est lieutenant-colonel dans l'armée de réserve. De 1987 jusqu'à sa retraite en 2000, il est conseiller d'Alfred Dregger, initialement en sa qualité de président du groupe parlementaire CDU / CSU, puis en sa qualité de président d'honneur du groupe parlementaire.

## Parti politique
Berger rejoint la CDU en 1964. De 1983 à 1991, il est président du comité fédéral de politique de sécurité de la CDU.

## Parlementaire
Berger est conseiller municipal de Lahnstein de 1964 à 1984 et membre du conseil de l'arrondissement de Rhin-Lahn. À partir du 25 octobre 1977, date à laquelle il remplace Albert Leicht, jusqu'en 1980 et de nouveau à partir du 19 juin 1981, lorsqu'il succède à Norbert Blüm, nommé sénateur à Berlin, il est député au Bundestag jusqu'en 1987. Là, il est membre de la commission de la défense et de la commission de l'éducation et de la science. Il est membre des assemblées parlementaires du Conseil de l'Europe et de l'Union de l'Europe occidentale.